# Cybaeus ubicki
Espèce
Cybaeus ubicki est une espèce d'araignées aranéomorphes de la famille des Cybaeidae.

## Distribution
Cette espèce est endémique de Californie aux États-Unis,. Elle se rencontre dans les comtés de Marin, de Sonoma et de Mendocino.

## Description
La carapace du mâle holotype mesure 2,13 mm de long sur 1,50 mm.

## Étymologie
Cette espèce est nommée en l'honneur de Darrell Ubick.

## Publication originale
- Bennett, Copley & Copley, 2021 : « Cybaeus (Araneae: Cybaeidae): the consocius species group of the Californian clade. » Zootaxa, no 4965(3), p. 401-436.